# Pyrrhura pfrimeri
La cotorra de Pfrimer (Pyrrhura pfrimeri) es una especie de ave sitaciforme de la familia Psittacidae endémica de Brasil. 

## Taxonomía
Anteriormente se consideraba una subespecie de la cotorra cariparda, como Pyrrhura leucotis pfrimeri. La separación se realizó basándose en su distribución y las diferencias en el hábitat y plumaje, era el único miembro del complejo P. leucotis en el que la mancha clara sobre las coberteras de los oídos era muy reducida. Recientes estudios de ADN mitocondrial han confirmado este estatus de especie separada.

## Distribución y hábitat
Se encuentra en los estados brasileños de Goiás, Tocantins y el extremo noroccidental de Minas Gerais. Su hábitat natural se reduce a los bosques de la Caatinga.

## Estado de conservación
Esta cotorra está clasificada como especie en peligro de extinción por BirdLife International. Sus principales problemas son la continua pérdida de hábitat en un área de distribución ya fragmentada, aunque las capturas de animales salvajes para el tráfico de mascotas también supone una amenaza potencial.